# Tour de Vendée
Tour de Vendée (pol. Dookoła Wandei) – jednodniowy wyścig kolarski, organizowany corocznie od 1980 na terenie departamentu Wandea na zachodzie Francji, od 2008 na początku października, a wcześniej – wiosną. Od 2005 należy do cyklu UCI Europe Tour i posiada kategorię 1.1 (w latach 2010–2013 posiadał kategorię 1.HC).
Pierwsza edycja - jako wyścigu profesjonalnego - odbyła się w 1980, zaś w latach 1972–1979 odbywał się jako wieloetapowa impreza amatorska. Najwięcej zwycięstw odniósł Estończyk Jaan Kirsipuu, który triumfował cztery razy.

## Zwycięzcy
| Rok  | Pierwsze               | Drugie                | Trzecie               |          |
| ---- | ---------------------- | --------------------- | --------------------- | -------- |
| 1980 | Jean-René Bernaudeau   | Roger Legeay          | Christian Seznec      |          |
| 1981 | Bernard Bourreau       | Maurice Le Guilloux   | Marc Madiot           |          |
| 1982 | Serge Beucherie        | Bernard Becaas        | Maurice Le Guilloux   |          |
| 1983 | Pierre Bazzo           | Håkan Jensen          | Raymond Martin        |          |
| 1984 | Claude Moreau          | Alain Bondue          | Sean Yates            |          |
| 1985 | Michel Bibollet        | Dominique Gaigne      | Philippe Leleu        |          |
| 1986 | Francis Castaing       | Søren Lilholt         | Éric Caritoux         |          |
| 1987 | Jean-Claude Colotti    | Philippe Louviot      | Dirk De Wolf          |          |
| 1988 | Alberto Leanizbarrutia | Pierangelo Bincoletto | Marnix Lameire        |          |
| 1989 | Laurent Bezault        | Atle Kvålsvoll        | Johan Bruyneel        |          |
| 1990 | François Lemarchand    | Philippe Casado       | Ronny Van Holen       |          |
| 1991 | Fabrice Naessens       | Edwin Bafcop          | Thierry Marie         |          |
| 1992 | Bruno Cornillet        | Pascal Lance          | Laurent Bezault       |          |
| 1993 | Dmitrij Żdanow         | Bruno Thibout         | Bart Leysen           |          |
| 1994 | Patrick Van Roosbroeck | Mario De Clercq       | Peter Spaenhoven      |          |
| 1995 | Mario De Clercq        | Jo Planckaert         | Laurent Davion        |          |
| 1996 | Laurent Desbiens       | Philippe Gaumont      | Jacky Durand          |          |
| 1997 | Jaan Kirsipuu          | Gilles Maignan        | Steve De Wolf         |          |
| 1998 | Marco Antonio Di Renzo | Laurent Desbiens      | Jaan Kirsipuu         |          |
| 1999 | Jaan Kirsipuu          | Lars Michaelsen       | David Millar          |          |
| 2000 | Jaan Kirsipuu          | Jay Sweet             | Ludovic Capelle       |          |
| 2001 | Didier Rous            | Benoît Salmon         | Patrice Halgand       |          |
| 2002 | Franck Bouyer          | Walter Bénéteau       | Geert Omloop          |          |
| 2003 | Jaan Kirsipuu          | Carlos Da Cruz        | Jérôme Pineau         |          |
| 2004 | Thor Hushovd           | Jaan Kirsipuu         | Sébastien Hinault     |          |
| 2005 | Jonas Ljungblad        | László Bodrogi        | Stéphane Pétilleau    |          |
| 2006 | Mikel Gaztañaga        | Jimmy Casper          | Sébastien Hinault     |          |
| 2007 | Mikel Gaztañaga        | Mark Renshaw          | Mathieu Drujon        |          |
| 2008 | Koldo Fernández        | Kristof Goddaert      | Anthony Geslin        |          |
| 2009 | Pawieł Brutt           | Matthieu Ladagnous    | Thomas Voeckler       |          |
| 2010 | Koldo Fernández        | Davide Appollonio     | Jonathan Hivert       |          |
| 2011 | Marco Marcato          | Pello Bilbao          | Maxime Bouet          |          |
| 2012 | Wesley Kreder          | Sébastien Hinault     | Jonathan Hivert       |          |
| 2013 | Nacer Bouhanni         | Samuel Dumoulin       | Steven Tronet         |          |
| 2014 | Armindo Fonseca        | Olivier Le Gac        | Thomas Voeckler       |          |
| 2015 | Christophe Laporte     | Jauhienij Hutarowicz  | Thomas Sprengers      |          |
| 2016 | Nacer Bouhanni         | Samuel Dumoulin       | Bryan Coquard         |          |
| 2017 | Christophe Laporte     | Justin Jules          | Fabian Lienhard       |          |
| 2018 | Nico Denz              | Lennert Teugels       | Gian Friesecke        |          |
| 2019 | Marc Sarreau           | Christophe Laporte    | Bryan Coquard         |          |
| 2020 | odwołany               | odwołany              | odwołany              | odwołany |
| 2021 | Bram Welten            | Eduard Prades         | Sebastian Schönberger |          |
| 2022 | Bryan Coquard          | Arnaud Démare         | Luca Mozzato          |          |
| 2023 | Arnaud Démare          | Paul Penhoët          | Sandy Dujardin        |          |
| 2024 | odwołany               | odwołany              | odwołany              | odwołany |
| 2025 |                        |                       |                       |          |